# Botanochara matogrossoensis
Botanochara matogrossoensis es una especie de coleóptero de la familia Chrysomelidae.
Fue descrita científicamente por primera vez en 2006 por Borowiec.